# Jeremiah E. Cary
Jeremiah Eaton Cary (* 30. April 1803 in Coventry, Rhode Island; † Juni 1888 in Rockville Centre, New York) war ein US-amerikanischer Jurist und Politiker. Zwischen 1843 und 1845 vertrat er den Bundesstaat New York im US-Repräsentantenhaus.

## Werdegang
Jeremiah Eaton Cary besuchte öffentliche Schulen. 1820 zog er nach Cherry Valley. Er studierte Jura. Nach dem Erhalt seiner Zulassung als Anwalt 1829 begann er in New York City zu praktizieren. Politisch gehörte er der Demokratischen Partei an.
Bei den Kongresswahlen des Jahres 1842 für den 28. Kongress wurde Cary im 21. Wahlbezirk von New York in das US-Repräsentantenhaus in Washington, D.C. gewählt, wo er am 4. März 1843 die Nachfolge von John C. Clark antrat. Er schied nach dem 3. März 1845 aus dem Kongress aus.
Nach seiner Kongresszeit nahm er in New York City wieder seine Tätigkeit als Anwalt auf. 1860 zog er nach Plainfield (New Jersey), wo er weiter als Anwalt tätig war. Die folgenden Jahre waren vom Bürgerkrieg überschattet. Er starb im Juni 1888 während eines Besuches in Rockville Centre auf Long Island. Sein Leichnam wurde auf dem Grace Episcopal Church Cemetery in Plainfield beigesetzt.